# Tête, Épaules, Genoux et Pieds
 (février 2023).
Si vous disposez d'ouvrages ou d'articles de référence ou si vous connaissez des sites web de qualité traitant du thème abordé ici, merci de compléter l'article en donnant les références utiles à sa vérifiabilité et en les liant à la section « Notes et références ».
Pour la chanson de house, voir Head Shoulders Knees & Toes.

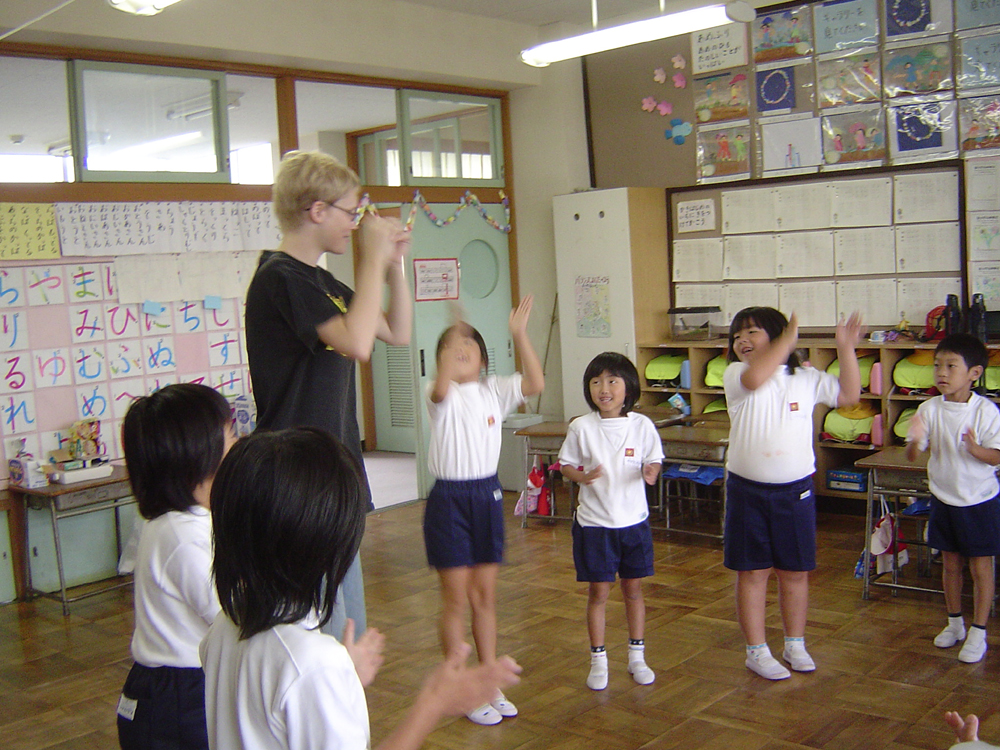
Enfants chantant la chanson dans une école élémentaire japonaise.

Head, Shoulders, Knees and Toes, connue dans sa version française sous le titre Tête, Épaules, Genoux et Pieds, est une chanson enfantine.
La chanson se pratique souvent en touchant les parties du corps au moment de les chanter.
Elle est chantée en utilisant l'air de There Is a Tavern in the Town ou de London Bridge Is Falling Down.

## Paroles françaises
Tête, épaules, genoux et pieds,

Genoux et pieds.

Tête, épaules, genoux et pieds,

Genoux et pieds.

J’ai deux yeux, deux oreilles,

Une bouche et un nez.

Tête, épaules, genoux et pieds,

Genoux et pieds.